# Palmovka

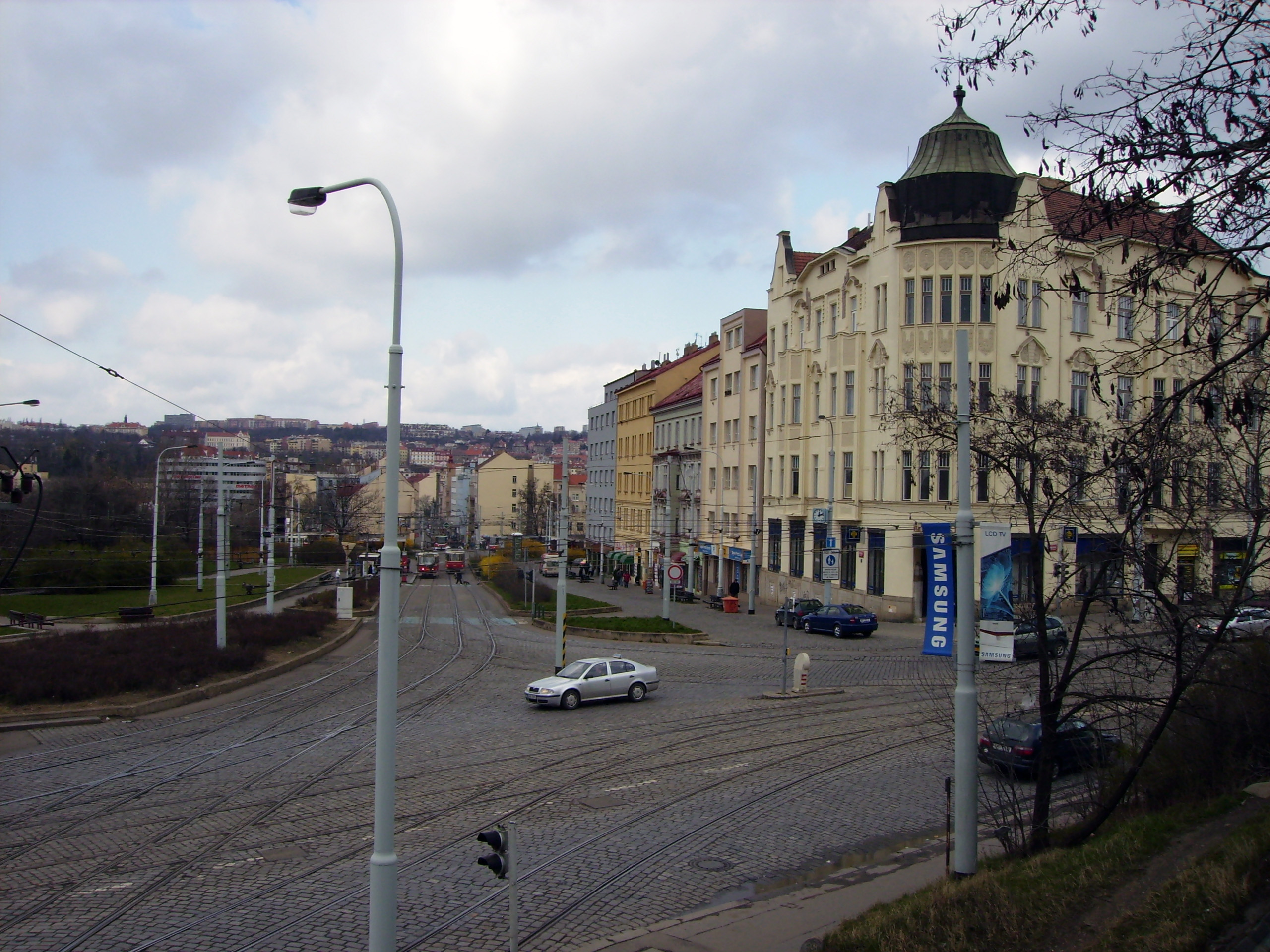
Původní křižovatka Palmovka fotografovaná z parku Pod Koulí, jižní konec Zenklovy ulice na Sokolovské ulici

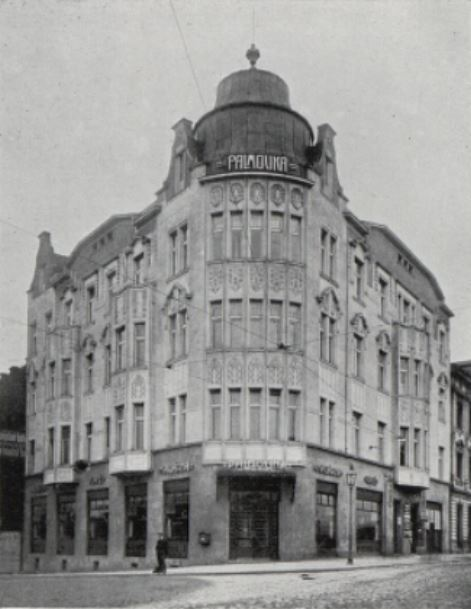
Libeň, dům Palmovka s kavárnou (foto Český svět 1910)

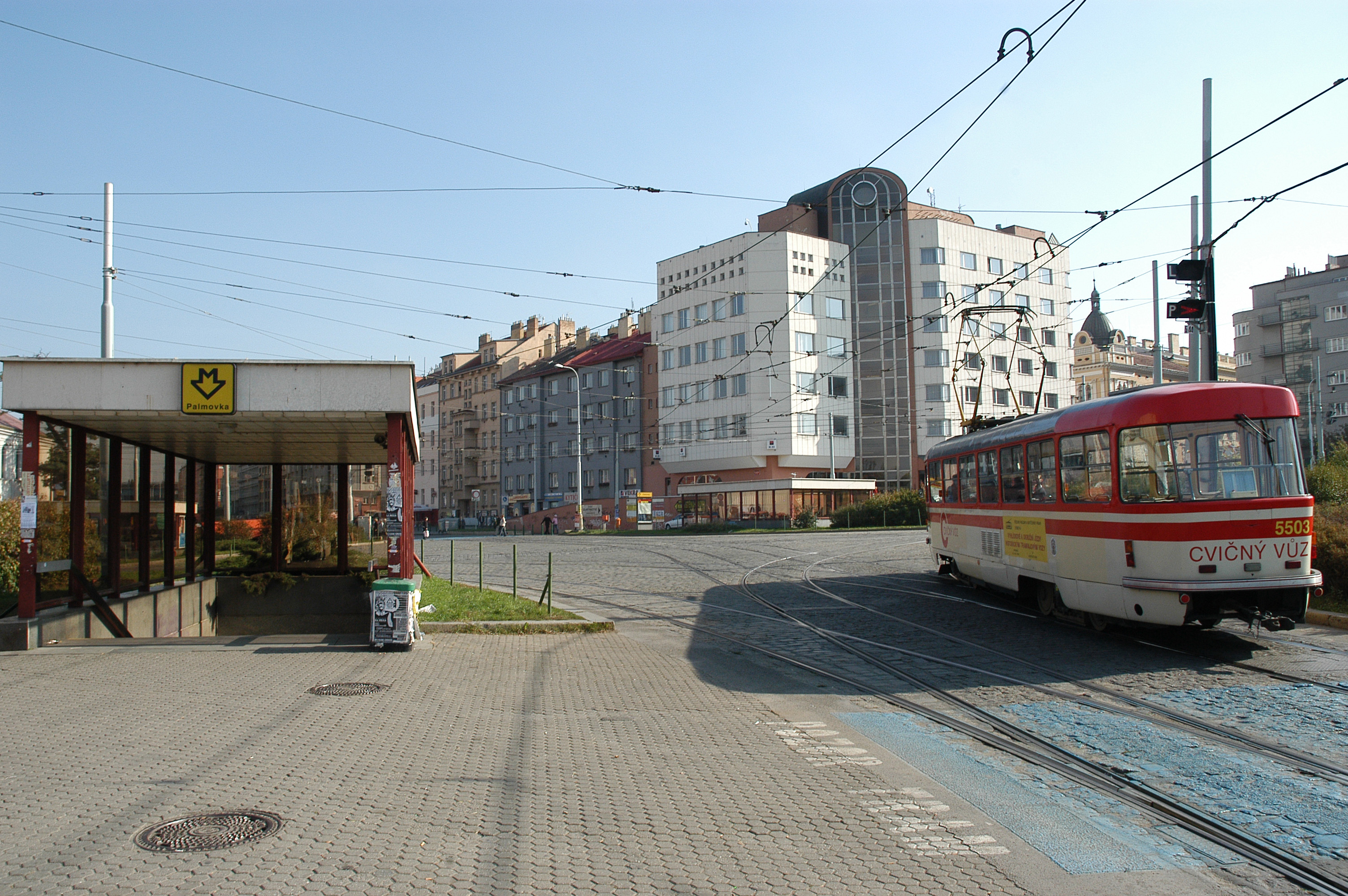
Dnešní Palmovka – křižovatka tramvajových tratí z Karlína, Žižkova, Vysočan, Kobylis a Holešovic na začátku Libeňského mostu, v popředí vchod do vestibulu stanice Palmovka Pražského metra a budova Komerční banky

Palmovka (německy Palmhof) je křižovatka v Praze-Libni a stejnojmenná ulice nedaleko křižovatky.

## Historie
Původně byla tímto názvem označována libeňská viniční usedlost č. p. 59, která už dnes neexistuje. Podle nejstarších historických pramenů ji v roce 1631 koupil Adam Fridrich, později ji prodal novoměstskému kupci Matěji Vojtěchu Milerovi z Mildenburku. Po jeho smrti byla vinice (v té době nazývaná Milerka) rozdělena mezi dědice. Jedním z dědiců byla dcera Voršila, provdaná Palmová. Od té doby se tomuto místu říká Palmovka.
V roce 1832 koupil celou oblast s vinicí, stavením, stájí, kolnou, stodolou, zděnými altány a ovocným sadem František Antonín Müller, který zde založil továrnu na mýdlo a svíčky. V č. p. 2 pak vyráběl alkoholické nápoje. K rodině Müllerových synů často jezdil básník Vítězslav Hálek. Podle nepotvrzených zpráv zde napsal své poslední verše. Jeho pravnučka herečka Jana Štěpánková byla po mnoho let členkou libeňského Divadla pod Palmovkou.
V roce 1889 koupil Palmovku realitní podnikatel Vojtěch Švarc, který pozemky rozparceloval a nabídnul k blokové zástavbě činžovními domy. Samotnou usedlost koupil stavitel Alfons Wertmüller, který menší část pozemků věnoval libeňské obci na stavbu nové školy. Na konci 19. století začala vznikat okolní uliční zástavba a stará usedlost zanikla.
Označení Palmovka nese klidná ulice, ve které sídlí mj. Základní škola Palmovka. Zvykově se však název vztahoval ke křižovatce ulic Sokolovská a Zenklova pod Libeňským plynojemem, kde počátkem 20. století vzniknul na svou dobu velkorysý moderní dům Palmovka se stejnojmennou kavárnou. Po zrušení železniční trati a zejména po otevření stanice pražského metra na trase B se toto označení posunulo zhruba o 100 metrů severněji a označuje křižovatku tramvajových tratí z Karlína, Žižkova, Vysočan, Kobylis a Holešovic na začátku Libeňského mostu.
Do poloviny 80. let 20. století vedla přes Palmovku železniční trať z vysočanského nádraží do stanice Praha-Těšnov (vedla v místech dnešní tramvajové trati v ulici Na Žertvách). Osobní doprava na tomto úseku byla ukončena již v roce 1972, nákladní o 12 let později. Poblíž chráněného železničního přejezdu u Palmovky stálo nádraží Praha-Libeň dolní nádraží.
Po likvidaci trati byla zbořena větší část nádraží a vzhledem k velkému dopravnímu ruchu se stala Palmovka velmi živým místem. V roce 1986 zde začala výstavba metra; stanice pod ní byla otevřena v listopadu roku 1990. Téhož roku byla zprovozněná tramvajová trať z Palmovky na Ohradu. Stejně jako velká část Prahy byla Palmovka v roce 2002 postižená pětisetletou vodou, která byla způsobena zpětným vzdutím vody pocházející z Vltavy do povodí Rokytky.
Nedaleko křižovatky na Palmovce se nachází Náměstí Bohumila Hrabala. V přilehlé ulici Na Žertvách do roku 2020 sídlila televizní stanice Prima. Od srpna 2020 sídlí v budově po televizi Prima Úřad pro technickou normalizaci, metrologii a státní zkušebnictví a Česká agentura pro standardizaci.

## Projekt revitalizace
Palmovka byla místem, kde dlouhodobě neřešila problémy ani městská část Praha 8, ani magistrát. V roce 2014 se v programovém prohlášení magistrátní koalice objevil závazek "Rada připraví revitalizaci oblasti Palmovky", podobný text je i v prohlášení koalice v MČ Praha 8 - "Ve spolupráci s IPR a dalšími partnery necháme zpracovat urbanistickou studii pro oblast Palmovky. Toto místo má naději stát se novým centrem východní části Prahy." Za projekt byl zodpovědný tehdejší zástupce starosty Petr Vilgus, který pro tento úkol angažoval ateliéry UNIT architekti Filipa Tittla a ONplan Petra Návrata.

## Palmovecký kopec a technologické centrum
Na Palmoveckém kopci, který se rozprostírá mezi železniční tratí 011, tramvajovou tratí Ohrada–Palmovka a ulicemi Sokolovská, Ke Kouli a V Mezihoří. V severozápadní části je obecní park, který prošel v roce 2017 rekonstrukcí. Dále je tu hokejbalový Stadion mládeže, areál Výzkumného a zkušebního leteckého ústavu s Libeňským plynojemem a rozestavěné Technické centrum TC 4 ochranného systému metra. Pro návrší připravila Praha 8 (zodpovědný místostarosta Petr Vilgus) v roce 2017 projekt celkové revitalizace.

## Ulice
Vlastní ulice Palmovka vychází z křižovatky nad stanicí metra jižním směrem souběžně se Zenklovou ulicí směrem k Sokolovské ulici. V ulici sídlí, mimo jiné, místní základní škola.

## Původ názvu
Zvláštní název této křižovatky pochází z 18. století, kdy toto místo vlastnili manželé Daniel a Voršila Palmovi (a po jejich dědicích). Dnes též vtipem nazývána "Malá Indie" nebo “Palm Beach”.[zdroj?]

## Významné budovy a objekty v okolí, významné obyvatelstvo
- Libeňský most
- Libeňský plynojem
- Nová libeňská synagoga
- Divadlo pod Palmovkou
- Autobusové nádraží na náměstí Bohumila Hrabala
- Praha-Libeň dolní nádraží
- Nová Palmovka
- Náměstí Bohumila Hrabala
- Rodina Novákova
- Bohumil Hrabal
- SC Palmovka

## Fotogalerie

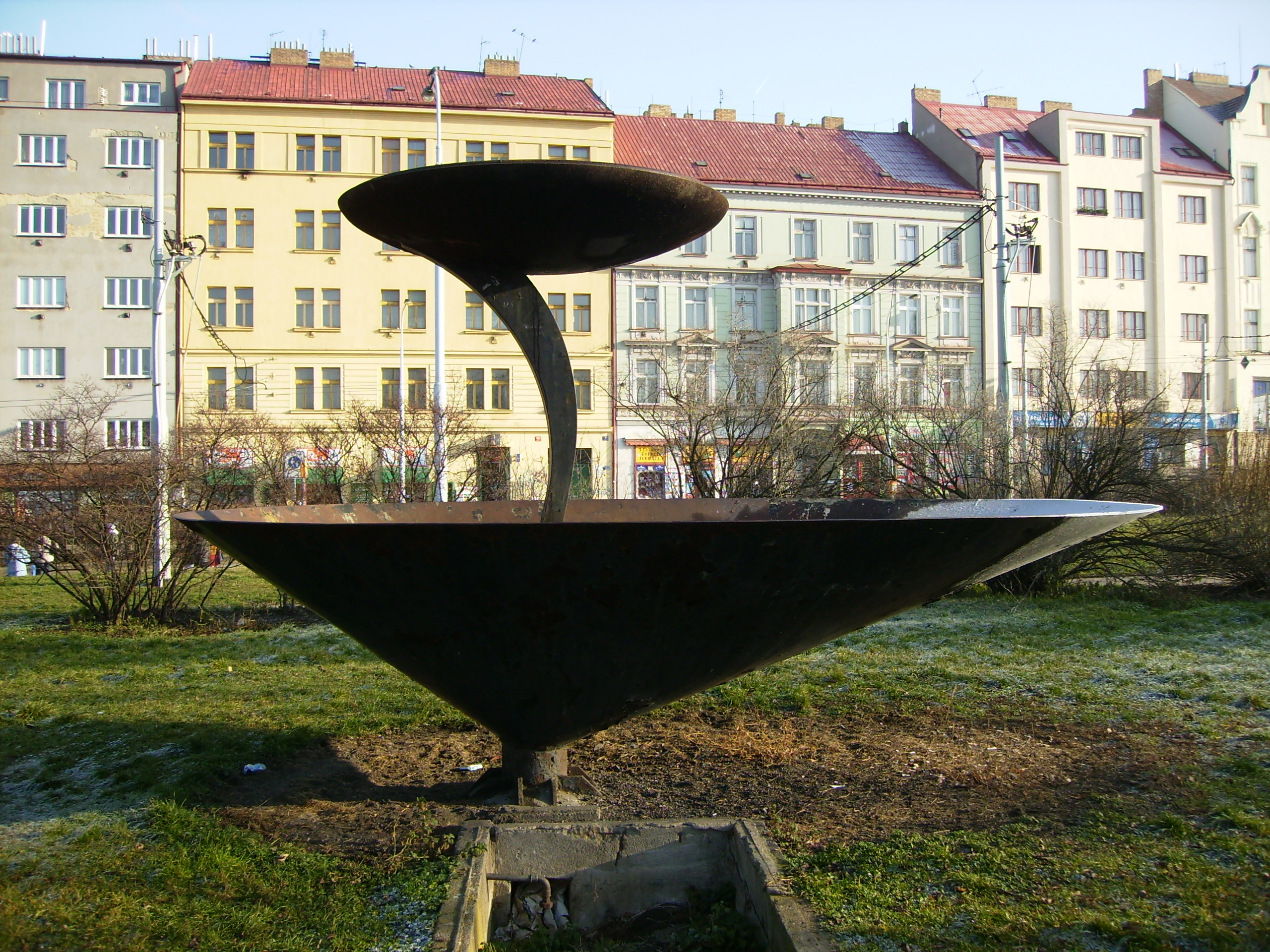
Fontána sochaře Rohana v parku na Palmovce.
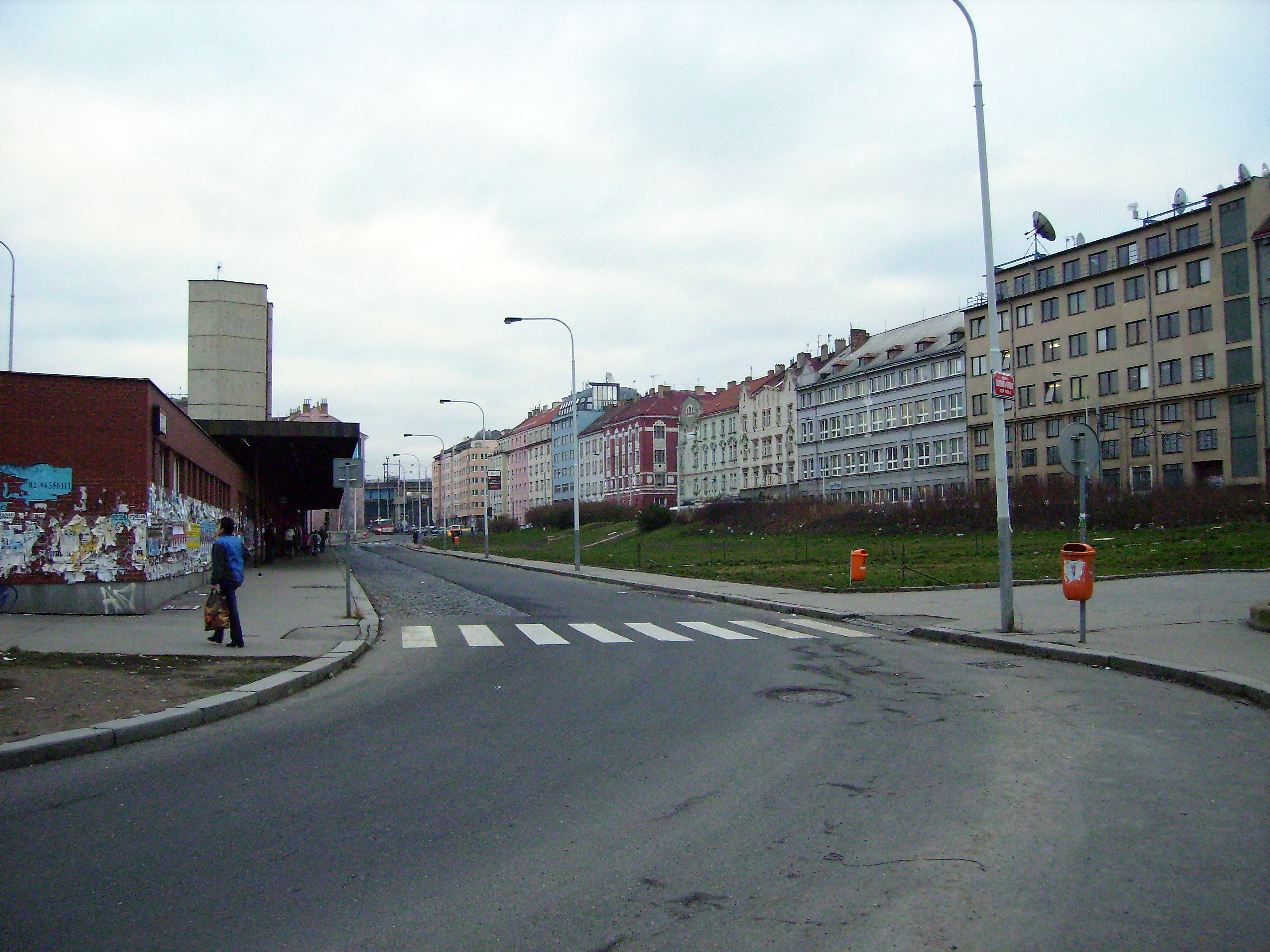
Náměstí Bohumila Hrabala.
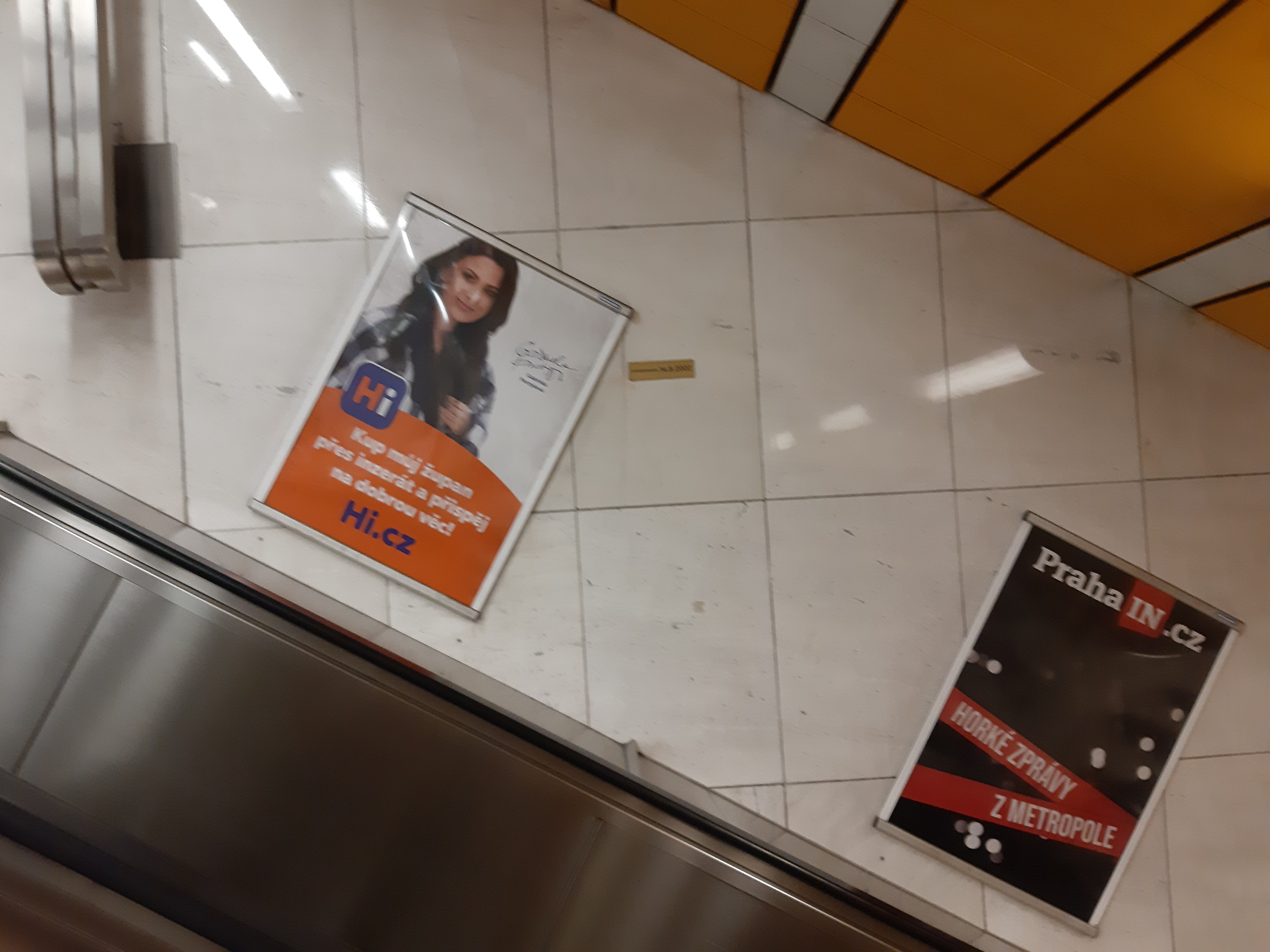
Ryska dodnes ukazuje, kam v roce 2002 sahala hladina - stanice metra "Palmovka".